# Чепурова, Валентина Алексеевна
Валентина Алексеевна Чепурова (род. 1925) — советский передовик производства в сельском хозяйстве. Герой Социалистического Труда (1971).

## Биография
Родилась в 1925 году в Ярославской губернии в крестьянской семье.
В 1941 году в возрасте шестнадцати лет В. А. Чепурова пришла на Ярославский завод «Резинотехника» работала — клейщицей.
1 июня 1946 года В. А. Чепурова за ударный труд в период Великой Отечественной войны была награждена — Медалью «За трудовую доблесть».
Вскоре В. А. Чепурова стала бригадиром и вступила в КПСС. Без отрыва от производства окончила курсы мастеров при Ярославском шинном заводе и возглавила сначала смену, а потом — весь участок Ярославский завод «Резинотехника». 5 марта 1953 года В. А. Чепурова за ударный труд была награждена Медалью «За трудовое отличие».
28 мая 1966 года Указом Президиума Верховного Совета СССР «за высокие показатели в семилетке» В. А. Чепурова была награждена  Орденом Трудового Красного Знамени.
20 апреля 1971 года Указом Президиума Верховного Совета СССР «за выдающиеся успехи, достигнутые итогам выполнения заданий восьмой пятилетки в апреле 1971 года» Валентина Алексеевна Чепурова была удостоена звания Героя Социалистического Труда с вручением Ордена Ленина и золотой медали «Серп и Молот».
В конце 80-х годах на пенсии. Жила в городе Ярославль.

## Награды
- Медаль «Серп и Молот» (20.04.1971)
- Орден Ленина (20.04.1971)
- Орден Трудового Красного Знамени (28.05.1966)
- Медаль «За трудовую доблесть» (1.06.1946)
- Медаль «За трудовое отличие» (5.03.1953)